# Estadio Marte R. Gómez
El Estadio Marte Rodolfo Gómez Segura, más conocido como Estadio Marte R. Gómez, es un estadio deportivo de Ciudad Victoria, México. Se encuentra dentro de la Unidad Cívica, Social y Deportiva "Adolfo Ruiz Cortines", la cual abarca una amplia extensión entre la avenida Carrera Torres y Gral. Felipe Berriozábal y del callejón 16 al 19, en una superficie de casi 90 000 m². Es sede de los Correcaminos de la UAT, equipo de la Liga de Ascenso de México. Su historia se remonta a los años 20, época en la que había preocupación y deseo de infinidad de victorenses por contar con mejores instalaciones para practicar diversos deportes, ya que solo existían en la periferia del casco urbano campos llaneros, por lo que principian a organizarse, dentro de la sociedad civil, pequeños grupos para solicitar a las autoridades municipales y estatales que dediquen parte de sus presupuestos en la inversión de incipientes áreas con el objeto de mejorar su pobre infraestructura.
El final de la Revolución mexicana había propiciado muerte y destrucción, la calma parecía había nacido nuevamente, las instituciones sociales existentes volverán a construir la fortaleza de nuestro entorno, lo que permite construir un pequeño estadio de madera, al que se le impone el nombre de "Victoria". Simultáneamente por los años 1930, se edifica también de madera un parque de béisbol, en el lugar que ambos existen.

## Historia
El 5 de febrero de 1937 asume la Gobernatura el ingeniero Marte R. Gómez (1937-1941), hombre deportista y visionario político, que marca en Victoria una verdadera transformación en todas las actividades. El actual Estadio tipo olímpico "Victoria" fue inaugurado por el Ing. Gómez Segura el 19 de octubre de 1939, no fue construido como réplica del Estadio Olímpico de Berlín, Alemania, como muchos creen. El 20 de noviembre de 1938, llegan a victoria el Arq. Guillermo Gayón y los pasantes de ingeniería: Félix Gómez Martínez, Gustavo Galván Duque y Enrique Martínez de Hoyos, ganadores del concurso para construir el estadio, todos dirigidos por el arquitecto Mario Pani, autor del proyecto. En esa época se logró aumentar la capacidad del parque de madera de béisbol, pero el 4 de diciembre de 1962, se inicia su construcción de hormigón armado, bajo la guía del ejecutivo del estado Dr. Norberto Treviño Zapata, obra que se concluye en septiembre de 1965, durante la administración del Lic. Praxedis Balboa Gójon, al cual se impone su nombre.
En el antiguo parque de béisbol, fallece practicando su deporte favorito, Don Renato Filizola Pier, padre del ingeniero Humberto Filizola Haces, en donde existió una placa de bronce en su honor.
El Estadio de Ciudad Victoria, desde entonces ha sido escenario de importantes eventos sociales, políticos, artísticos y deportivos en donde los equipos de fútbol amateur en los años 50 eran la mayor atracción.
En noviembre de 1944 el gobernador del Estado, don Magdaleno Aguilar Castillo, en el mismo lugar en donde protestó al asumir la gubernatura, inaugura el 1.er Campeonato Nacional de atletismo en Victoria, con asistencia de representantes de 15 estados de la república mexicana. Es entonces cuando los deportistas tamaulipecos se miden con los mejores de la nación.
En 1956 las autoridades estatales quisieron donar el estadio a la naciente Universidad de Tamaulipas, la sociedad civil se opuso enérgicamente, considerando que debe continuar en manos del pueblo.
El Dr. Norberto Treviño Zapata le dio un importante impulso a toda la actividad deportiva, artística y cultural durante su mandato, celebrando en el estadio un Campeonato Nacional de Atletismo de 1.ª. Fuerza, considerado por la numerosa participación de todos los estados de la República y por su nivel, uno de los más brillantes y exitosos del país.[cita requerida]
El 5 de febrero de 1963 el Lic. Praxedis Balboa Gójon asume el poder de gobernante, en el estadio Victoria, ante más de 10.000 asistentes. El 5 de febrero de 1975, Don Enrique Cárdenas González, ante la presencia del presidente de la República Lic. Luis Echeverría Álvarez, rinde su protesta como gobernador de Tamaulipas, siendo el último en hacerlo en dicho recinto.
El estadio hoy es denominado Ing. Marte R. Gómez Segura. En la entrada principal se han desvelado diversas placas: Una en homenaje al juvenil deportista Ociel Martínez Tamez, exestudiante de la Escuela "Industrial", fallecido en 1944 en Normandía siendo paracaidista de las fuerzas aliadas en la II Guerra Mundial, otra desvelada en 1959 al imponérsele el nombre al Conjunto Centro Cívico Social y Deportivo "Adolfo Ruiz Cortines", con su busto diseñado y elaborado en diciembre de 1962 por el artista Maestro Anastasio Téllez, otra en honor de la distinguida velocista tamaulipeca, María Teresa Treviño García Manzo, fallecida el 24 de mayo de 1961. Además se rinde homenaje el 8 de julio de 1988 al Ing. Américo Villarreal Guerra al entregar el estadio remodelado. El 10 de julio de 1990, siendo integrante de la Delegación Juvenil Atlética Mexicana, fallece en la Habana, Cuba, el matamorense Jesús Antonio González Sabino.
El 26 de julio de 1994, se descubre la placa que representa el honor para el futbolista tampiqueño, Joaquín del Olmo, integrante de la Selección Nacional de Fútbol en el mundial de Estados Unidos 1994.
Para Ciudad Victoria y el Estado de Tamaulipas, el estadio ha sido un excelente foro para la celebración de eventos como: El Concurso Estatal de Rondas Infantiles y Juegos Tradicionales, que se organizaban como un complemento lúdico de educación. Toda la ciudadanía se concentraba para disfrutar las tradicionales festividades conmemorativas al 20 de Noviembre, cuando toda la juventud estudiantil ofrecía sus mejores galas para recordar a los héroes de la Revolución Mexicana.
Tras el ascenso de los Correcaminos de la UAT a la Primera División Mexicana en la temporada 87-88, el estadio aumentó su capacidad hasta los 17000 lugares temporales, llegando posteriormente a 18000 en el año 2007.
Posteriormente, el 11 de julio de 2012 fue presentado el equipo para el Apertura 2012 del Ascenso MX con un partido amistoso entre Correcaminos de la UAT y Tigres de la UANL que terminó en un empate de 2 - 2. El Estadio fue mejorado con servicios sanitarios, pantalla gigante, vestidores mejorados, además de que las cercas del estadio fueron disminuidas.